# کلمنتس مارکم
کلمنتس مارکم (انگلیسی: Clements Markham; ۲۰ ژوئیهٔ ۱۸۳۰ – ۲۹ ژانویهٔ ۱۹۱۶) یک گردشگر، نویسنده، جغرافی‌دان، و تاریخ‌نگار اهل بریتانیا بود. وی همچنین دبیر انجمن سلطنتی جغرافیا از سال ۱۸۶۳ تا ۱۸۸۸ بود و بعد از آن به عنوان رئیس این بخش برای مدت ۱۲ سال خدمت کرد، در دوران دومین انتصابش (ریاست) مسئول و مدیر عمده سازماندهی گروه اعزامی و اکتشافی به قطب جنوب در سال‌های ۱۹۰۱ تا ۱۹۰۴ بود، مارکم از مشوقان و حامیان رابرت فالکون اسکات برای سفر قطب جنوب بود.